# Kurt von Jesser
Kurt von Jesser (4 novembre 1890, Wadowice, royaume de Galicie et de Lodomérie - 18 août 1950, Vienne, Autriche) est un général allemand de la Seconde Guerre mondiale.
Son nom est surtout connu par la division qu'il a créée destinée à la répression et à l’anéantissement des maquisards auvergnats et limousins en particulier, et qui a sévi dans ces régions de juin à août 1944.

## Biographie
Entré dans l’armée autrichienne comme aspirant le 18 août 1909, Kurt von Jesser passe sous-lieutenant de la Landwehr en octobre 1910 et prend part à la guerre de 14-18 dans l’infanterie.
En juin 1917, il commande une compagnie de combat au 157e régiment d'infanterie (allemand). En juillet 1921, il devient chef de bataillon au 5e régiment d'infanterie (allemand) puis, en mars 1933, est muté dans la Bundesheer et est affecté à un bataillon motorisé (Kraftfahr-Bataillon 3) à Stockerau en Autriche.
Il passe Oberstleutnant (lieutenant-colonel) au 2e régiment de Panzer (Panzer-Regiment 2) de la 1re Panzerdivision en juillet 1937 et est incorporé dans la Wehrmacht en mars 1938. Il devient un spécialiste des blindés.

### Seconde Guerre mondiale
En août 1939, il est nommé au grade d’Oberst (colonel). De février 1940 à avril 1942, il dirige le Panzer-Regiment 36, affectée à la 4e Panzerdivision puis à la 14e Panzerdivision participant aux campagnes de France et de Russie.
Il obtient la croix allemande en or (Deutsches Kreuz in Gold) pour ses faits d’armes lors de la bataille de Rostov sur le Don le 29 novembre 1941 et, le 18 janvier 1942, obtient la Croix de chevalier de la Croix de fer (Ritterkreuz) pour ses faits d’armes lors de la bataille de Kiev.
En mai 1942, il commande des troupes rapides d’interventions (Schnelle-Truppen) de la région militaire allemande no 13 (Wehrkreis XIII) située à Nuremberg. En décembre 1942, il est général de division commandant la 386e division d'infanterie et, en février 1943, est transféré en France au groupe d'armées D (Heeresgruppe D) chargé de constituer des unités rapides.
Il prend en août 1943 le commandement de la 155e Reserve Panzerdivision stationnée à Rennes (qui dépend du 58e corps d’armée blindé de réserve). En novembre 1943, il est nommé « commandant des troupes à l’instruction » à Montargis et, en janvier 1944, prend le commandement de la Schnelle-Brigade 74 en formation dans le secteur de Montargis composée du régiment motorisé 1000 sous le commandement du colonel Coqui, du régiment motorisé 1010 qui ne sera, finalement, pas mis sur pied, du bataillon de reconnaissance AA1000 sous le commandement du commandant Enss et de deux bataillons antiaériens.
Il retrouvera ces unités en juin 1944. Le 8 juin 1944, il est affecté à l’état-major du 66e corps d’armée et mis à la disposition du général Fritz Brodowski pour prendre le commandement des troupes chargées de la recherche et de la destruction des maquis et des unités FFI. De juin à septembre 1944, il participe à la tête de la brigade Jesser à plusieurs actions de lutte anti-maquis en Auvergne et en Limousin notamment celui de Georges Guingouin (batailles du Mont Mouchet et du Mont Gargan notamment appuyer puis en complicité avec la Milice française de Limoges sous les ordre de Jean de Vaugelas installer par Joseph Darnand comme chef régional de la Milice).
En septembre 1944, il effectue, avec sa brigade, une retraite en direction de Clermont-Ferrand, de Dijon et combat à Mirecourt et à Colmar. À partir du 2 janvier 1945, le GenMaj Curt (von) Jesser dirige la « forteresse Styrie » en Autriche (Festungsabschnitt Steiermark).

### Après-guerre
Le 22 octobre 1945, il est fait prisonnier par l’armée britannique. Inculpé pour crime de guerre, il est interné aux camps de prisonniers de Saint-Fons puis du Larzac. Le 23 septembre 1947 le tribunal militaire de Lyon ordonne un non-lieu.
Il est relâché le 17 mars 1949. Le 2 juin 1950, un nouveau jugement où le tribunal militaire de Bordeaux ordonne également un non-lieu.
Le 18 août 1950, il meurt à Vienne en Autriche. Le 27 février 1952, le tribunal de Lyon ordonne un non-lieu définitif.